# Bipiramidă octogonală

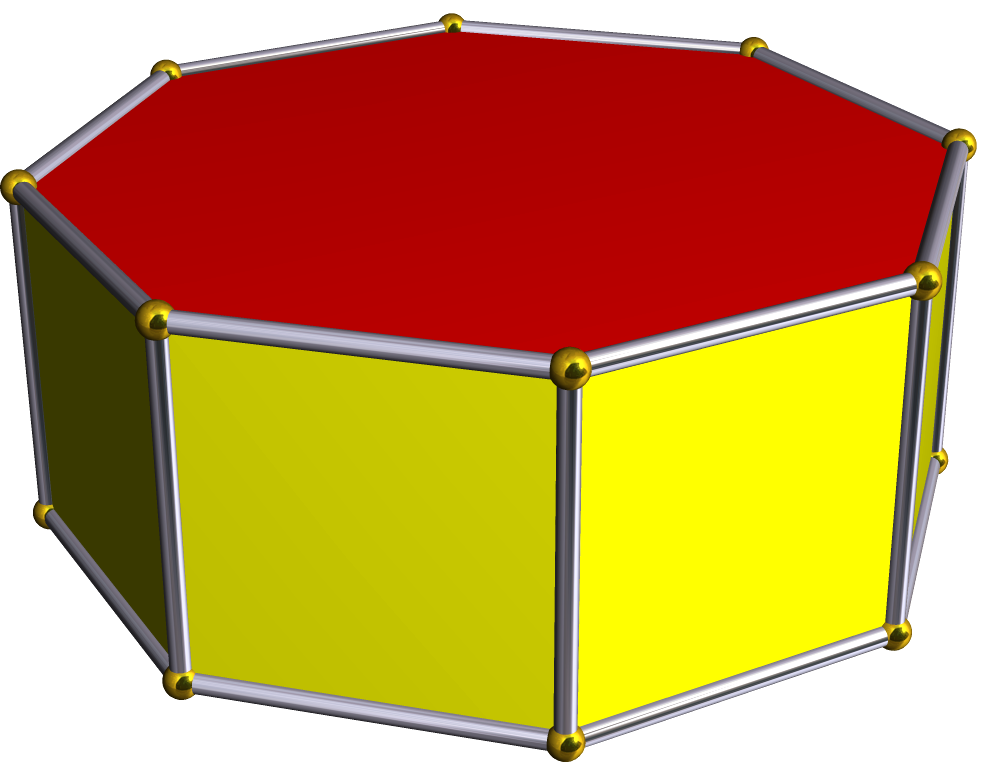
Dual: prismă octogonală

În geometrie o bipiramidă octogonală este un poliedru format prin unirea a două piramide octogonale prin bazele lor. O bipiramidă octogonală are 16 fețe triunghiulare, 24 de laturi (muchii) și 10 vârfuri.
Deși este tranzitivă pe fețe, nu este un poliedru platonic deoarece în unele vârfuri se întâlnesc câte patru fețe, iar în altele câte opt. Nu este nici poliedru Johnson deoarece fețele sale nu pot fi triunghiuri echilaterale; într-un spațiu tridimensional 8 triunghiuri echilaterale pot avea un vârf comun doar într-un spațiu hiperbolic.
Este una dintr-o mulțime infinită de bipiramide. Având 16 fețe, este un hexadecaedru.
Bipiramida octogonală are un plan de simetrie (orizontal în figura din dreapta) unde bazele celor două piramide sunt unite. Secțiunea în acest plan este un octogon. De asemenea, există opt plane de simetrie care trec prin cele două apexuri, situate la unghiuri de 22,5° unul față de celălalt și sunt perpendiculare pe planul orizontal. Secțiunile din aceste plane sunt romburi.

## Formule pentru bipiramida regulată dreaptă
Pentru o bipiramidă octogonală regulată cu latura a și semiînălțimea h (jumătate din distanța dintre apexuri) aria A este dată de formula:
{\displaystyle A=8a{\sqrt {{\frac {3+2{\sqrt {2}}}{4}}a^{2}+h^{2}}}}
Pentru a = 1 și h = 1 aria este ≈ 12,5401289.
Formula volumului V este:
{\displaystyle V={\frac {4}{3}}({\sqrt {2}}+1)\,a^{2}h}
Pentru a = 1 și h = 1 volumul este ≈ 3,2189514.

## Pavare sferică

Pavare sferică

Poate fi văzută ca o pavare a unei sfere, fețele reprezentând și domeniile fundamentale ale simetriei diedrale [4,2], *422.

## Poliedre înrudite
| Numele bipiramidei | Bipiramidă digonală | Bipiramidă triunghiulară (v. J12) | Bipiramidă tetragonală (v. O) | Bipiramidă pentagonală (v. J13) | Bipiramidă hexagonală | Bipiramidă heptagonală | Bipiramidă octogonală | Bipiramidă eneagonală | Bipiramidă decagonală | ...          | Bipiramidă apeirogonală |
| ------------------ | ------------------- | --------------------------------- | ----------------------------- | ------------------------------- | --------------------- | ---------------------- | --------------------- | --------------------- | --------------------- | ------------ | ----------------------- |
| Imagine            |                     |                                   |                               |                                 |                       |                        |                       |                       |                       | ...          |                         |
| Pavare sferică     |                     |                                   |                               |                                 |                       |                        |                       |                       |                       | Pavare plană |                         |
| Config. feței      | V2.4.4              | V3.4.4                            | V4.4.4                        | V5.4.4                          | V6.4.4                | V7.4.4                 | V8.4.4                | V9.4.4                | V10.4.4               | ...          | V∞.4.4                  |
| Diagramă Coxeter   |                     |                                   |                               |                                 |                       |                        |                       |                       |                       | ...          |                         |

| Variante de pavări omnitrunchiate cu simetrie *n42: 4.8.2n | Variante de pavări omnitrunchiate cu simetrie *n42: 4.8.2n | Variante de pavări omnitrunchiate cu simetrie *n42: 4.8.2n | Variante de pavări omnitrunchiate cu simetrie *n42: 4.8.2n | Variante de pavări omnitrunchiate cu simetrie *n42: 4.8.2n | Variante de pavări omnitrunchiate cu simetrie *n42: 4.8.2n | Variante de pavări omnitrunchiate cu simetrie *n42: 4.8.2n | Variante de pavări omnitrunchiate cu simetrie *n42: 4.8.2n | Variante de pavări omnitrunchiate cu simetrie *n42: 4.8.2n |
| Simetrie *n42 [n,3]                                        | Sferice                                                    | Sferice                                                    | Euclidiană                                                 | Hiperbolice compacte                                       | Hiperbolice compacte                                       | Hiperbolice compacte                                       | Hiperbolice compacte                                       | Paracomp.                                                  |
| Simetrie *n42 [n,3]                                        | *242 [2,4]                                                 | *342 [3,4]                                                 | *442 [4,4]                                                 | *542 [5,4]                                                 | *642 [6,4]                                                 | *742 [7,4]                                                 | *842 [8,4]...                                              | *∞42 [∞,4]                                                 |
| ---------------------------------------------------------- | ---------------------------------------------------------- | ---------------------------------------------------------- | ---------------------------------------------------------- | ---------------------------------------------------------- | ---------------------------------------------------------- | ---------------------------------------------------------- | ---------------------------------------------------------- | ---------------------------------------------------------- |
| Figuri omnitrunchiate                                      | 4.8.4                                                      | 4.8.6                                                      | 4.8.8                                                      | 4.8.10                                                     | 4.8.12                                                     | 4.8.14                                                     | 4.8.16                                                     | 4.8.∞                                                      |
| Duale omnitrunchiate                                       | V4.8.4                                                     | V4.8.6                                                     | V4.8.8                                                     | V4.8.10                                                    | V4.8.12                                                    | V4.8.14                                                    | V4.8.16                                                    | V4.8.∞                                                     |